# Tony Van Dyck
Antoon Jan Oldilia (Tony) van Dijck (Berchem, 27 maart 1922, - Boechout, 19 december 2009) was een Vlaams SS-officier en veroordeeld oorlogsmisdadiger uit Antwerpen.

## Biografie
Van Dijck werd in mei 1940 als dienstplichtige op een trein met bestemming Zuid-Frankrijk gezet. Maar zover geraakte hij niet, nabij Boulogne-sur-Mer werden de treinen gestopt door de oprukkende Duitse tankkolonnes van generaal Heinz Guderian. Het was daar dat Van Dijck voor het eerst de Siegrunen opmerkte op het uniform van een jonge SS-Untersturmführer van de Leibstandarte-SS "Adolf Hitler". In september 1940 sloot Van Dijck zich aan bij de Vlaamse SS, waarna hij zich meldde voor de SS-Freiwilligen Standarte Nordwest nadat hij werd afgekeurd voor de SS-Freiwilligen Standarte Westland. Van Dijck vertrok in april 1941 voor zijn opleiding naar de Germania-Kazerne in Hamburg. Als afsluiting van de opleiding legde hij in de Zonnewendenacht van 20 op 21 juni 1941 de eed van trouw af. In het begin van Operatie Barbarossa werd hij bevorderd tot SS-Sturmmann. Na de ontbinding van de SS-Freiwilligen Standarte Nordwest werd hij naar het Vlaams Legioen overgeplaatst. In maart 1942 werd hem het IJzeren kruis klasse 2 en het Infanterie-Sturmabzeichen verleend voor zijn acties bij het Vlaams Legioen.

### De SS-Junkerschule Tölz
Op 5 juni 1942 volgde Van Dijck samen met nog drie andere Vlaamse SS-Junkers aan de SS-Junkerschule in Bad Tölz. Op 5 december 1942 slaagde hij en werd bevorderd tot SS-Oberstandartenjunker om dan uiteindelijk op 10 maart 1943 als SS-Untersturmführer te worden bevorderd. Na zijn bevordering werd hij bevolen zich ter beschikking te stellen van het SS-Hauptamt, en werd als volgt naar een van de Wehrertüchtigungslager in Duitsland gestuurd om er Lagerführer te worden. Zijn broer, Wim van Dijck, die later ook een Kriegs-Junkerlehrgang volgde aan de SS-Junkerschule Tölz om er af te studeren als SS-Untersturmführer, werd ook Lagerführer van een Wehrertüchtigungslager.

### Als vijfde en laatste Standaardleider der Germaansche SS
In april 1943 werd SS-Untersturmführer Antoon van Dijck naar de Dienststelle gestuurd en werd hij aangesteld tot Adjudant van SS-Untersturmführer François die Standaardleider was van de Standaard der Germaansche SS in Vlaanderen.
Op 9 november 1943 nam de jonge Van Dijck op voorspraak van Reichsführer-SS Heinrich Himmler de taak van Standaardleider op zich nadat de intussen tot SS-Obersturmführer bevorderde François, Verbindungsführer werd voor het SS-FHA (SS-Führungshauptamt) bij de 6. SS-Freiwilligen Sturmbrigade Langemarck. Begin 1943 was het verzet begonnen met het plegen van terreuraanslagen tegen collaborateurs en hun families. Vanuit Van Dijcks Dienststelle te Brussel begon de Germaansche SS met de bloedige contraterreur. Het startschot werd gegeven wanneer in het politiecommissariaat van Vorst Antoon van Dijck zelf drie agenten executeert.
Op 20 mei 1944 ging in de trouwzaal van het stadhuis van Antwerpen het SS-huwelijk door van Antoon van Dijck met Ingeborg Scharl uit München.
Op 30 juli 1944 wordt een twaalftal Boechoutenaren gearresteerd bij een razzia door de Antwerpse SS, onder leiding van Tony Van Dijck. Daaraan nemen ongeveer 50 Vlaamse SS’ers deel. Graaf Antoine Moretus de Bouchout (1919-2004) wordt opgepakt en rechtstreeks naar Antwerpen gevoerd. Na ondervraging komt hij weer vrij. De anderen worden naar het gemeentehuis van Boechout overgebracht. Naderhand kennen ze verschillende bestemmingen. Antoine Dumont  komt in een werkkamp nabij Bremen terecht en nadien in Neuengamme/Blumenthal, waar hij op 17 januari 1945 overlijdt. Gaston Voet, zoon van de politiecommissaris, komt om het leven in het kamp van Blumenthal op 29 december 1944. Jozef Vermeiren overleeft de kampen evenmin: hij komt om in Neuengamme. Jos en Henri Bally zijn eveneens bij de gearresteerden. Ook zij komen in Neuengamme/Blumenthal terecht. Henri Bally sterft van uitputting in het concentratiekamp van Bergen Belsen in mei 1945. Jozef Bally keert evenmin uit Duitsland weer: hij wordt als vermist opgegeven in Blumenthal. Felix Bruyninckx en Albert Blanchaert worden uit een Duits concentratiekamp bevrijd door de geallieerden. Blanchaert overlijdt later aan de gevolgen zijn behandeling in de kampen. Adrien Lheureux, Jaak Corstiëns van de Werkhuizen van Boechout en Rodolf Myncke worden overgebracht naar de gevangenis van Antwerpen en na een tiental dagen opsluiting weer in vrijheid gesteld. Petrus August en Frans Van Antenaken worden kort na hun aankomst op het gemeentehuis weer vrijgelaten. Bron: Frank Seberegts.

### Op de Lüneburgerheide
In september 1944 vluchtte Van Dijck naar Duitsland waar hij op de Lüneburger Heide 200 leden van de Germaansche SS terugvond en hij ze beval zich te melden tot de Waffen-SS. In november 1944 werd de inmiddels tot SS-Obersturmführer bevorderde Antoon van Dijck als Militair adjunct van de Landsleiter SS-Obersturmbannführer Dr. Jef van de Wiele aangesteld. SS-Obersturmführer Antoon van Dijck stelde later een verslag op voor Reichsführer-SS Heinrich Himmler, SS-Obergruppenführer Gottlob Berger, hoofd van het SS-Hauptamt en SS-Obergruppenführer Ernst Kaltenbrunner, hoofd van de SD (Sicherheitsdienst). In dat verslag beschuldigde hij de Höhere SS- und Polizeiführer (HSSPF) ‘Belgien-Nordfrankreich’ SS-Gruppenführer Richard Jungclaus ervan de waarborgen die hij Dr. Jef van de Wiele en hemzelf had gegeven inzake de beveiliging van collaboratiegezinnen bij de evacuatie van Duitse troepen en de komst van de geallieerde troepen niet te hebben nageleefd, namelijk deze gezinnen tijdig naar Duitsland te evacueren. Vele collaboratiegezinnen vielen daardoor ten prooi aan de volkswoede. Enkele dagen voor de geallieerden Brussel bezetten, stonden nog honderden gezinnen uit West- en Oost-Vlaanderen in het Noordstation op een trein richting Duitsland te wachten. Maar de SS-Gruppenführer Junclaus had al enkele dagen samen met zijn stafofficieren Brussel verlaten. Ook had hij 600 politieke gevangenen vrijgelaten. Als straf werd hij bevolen als SS-Obersturmführer der Reserve zich bij de 7. SS-Freiwilligen-Gebirgs-Division Prinz Eugen te voegen en hij sneuvelde op 14 april 1945 in Zavidovići, Joegoslavië.

### Na de oorlog
Op 4 april 1947 veroordeelde het krijgshof van Antwerpen Antoon Van Dijck een eerste keer tot de doodstraf. Eén jaar later werd hij medeverantwoordelijk gesteld voor de razzia’s in Lamain, Hertain, Doornik, Bree, Peer, Meeuwen-Gruitrode, Wijshagen en vooral Meensel-Kiezegem. Door het Krijgshof van Brussel werd hij tot de dood met de kogel veroordeeld. Maar het vonnis werd niet voltrokken, Antoon van Dijck kwam ervan af met 17 jaar cel. In 1991 bracht hij nog het boek ‘Zo stierven zij en wij’ uit, over het leven aan het oostfront.
Eind 2017 werd in de Canvas-uitzending 'Kinderen van de collaboratie' getuigd door twee neven van Tony Van Dyck. In februari 2019 bracht Kristien Hemmerechts samen met hen het boek uit 'Het verdriet van Vlaanderen' (Uitgeverij De Geus). Onder dezelfde titel toert een muzikale theatervoorstelling rond in Vlaanderen en Nederland (2019-2020).

## Militaire loopbaan
- SS-Sturmmann: 1941
- SS-Oberstandartenjunker: 5 december 1942
- SS-Untersturmführer: 10 maart 1943
- SS-Obersturmführer: november 1944

## Decoraties
- IJzeren Kruis 1939, 2e Klasse
- Infanterie-Sturmabzeichen